# ایمی واکر
اِیمی واکر (انگلیسی: Amy Walker؛ زادهٔ ۱ سپتامبر ۱۹۸۲) هنرپیشه، خواننده و کارگردان اهل ایالات متحده آمریکا است.